# Cardona
|  | Aquest article tracta sobre Cardona, municipi del Bages. Vegeu-ne altres significats a «Cardona (desambiguació)». |

Cardona és una vila de Catalunya, cap del municipi del mateix nom, de la comarca del Bages.
| Entitat de població | Habitants (2024) |
| Cardona             | 4.026            |
| la Coromina         | 540              |
| Font: Idescat       |                  |

## Geografia
- Llista de topònims de Cardona (Orografia: muntanyes, serres, collades, indrets..; hidrografia: rius, fonts...; edificis: cases, masies, esglésies, etc)

## Història
Encara que Cardona existia ja molt abans, com en testimonien les restes iberes que s'hi ha trobat, sempre vinculades a la riquesa de la Vall Salina, Cardona té una data de naixement documentada: el 23 d'abril de l'any 986, dia en què el comte Borrell II atorgà la Carta de Poblament, que actualment es conserva a l'arxiu històric de la vila. Cardona comença veritablement en l'etapa medieval; a partir del 798 fins al segle xvi, la vila va ser un dels indrets clau en el desenvolupament històric i social de Catalunya. Molts factors –com la situació del turó del castell, la muntanya salina i la via estratègica on confluïen nombrosos camins– van atorgar a la vila aquesta cabdal importància a la història de Catalunya.
Així mateix, amb l'arribada de la família vescomtal d'Osona (els posteriorment futurs vescomtes de Cardona) al castell a la fi del segle x, la població va prendre importància política. Aquesta família fou enormement important durant les següents generacions fins que al segle xv va ser la més decisiva després de la família reial, tenint permís per batre la seva pròpia moneda cardonina. Els seus dominis abastaven tot Catalunya, amb 30 viles, 25 castells, 272 llocs i quatre ports marítims. Tenien doncs jurisdicció sobre un territori equivalent al 6% de Catalunya. Van ser els impulsors de la vida del castell i el cens demogràfic va créixer espectacularment.
Els nobles van arribar de mica en mica a la vila, així com els mercaders, drapers i artesans. Aquests temps d'esplendor van durar fins al segle xvi, quan la família Cardona van marxar per instal·lar-se a Barcelona i Arbeca (l'actual duquessa de Cardona viu a Sevilla). El castell de Cardona fou el darrer reducte de la resistència contra l'ocupació de Catalunya (veure setge de Cardona) per part de les tropes de Felip V de Castella el 1714, amb els reforços de 90 homes del Regiment de la Ciutat de Barcelona.
El castell es transformà en una caserna militar i la vila va restar una simple zona artesana i agropecuària, que acompanyava l'explotació salinera.
Durant la Guerra del francès, Cardona va patir la Batalla de Sant Quintí, en la qual els cardonins van aconseguir defensar el castell i la vila de Cardona contra l'atac francès.
Durant els segles xix i xx es va reprendre l'activitat social i econòmica de la vila, amb l'arribada d'indústries, especialment tèxtils, i l'explotació de les mines de potassa des de l'any 1929 fins a l'any 1991.
Actualment, Cardona presumeix de ser un dels indrets més atractius per als nombrosos visitants que s'hi apropen per visitar els seus indrets únics.

### Evolució demogràfica

Panoràmica de Cardona vista des del castell.

| 1497 f | 1515 f | 1553 f | 1717  | 1787  | 1857  | 1877  | 1887  | 1900  | 1910  |
| ------ | ------ | ------ | ----- | ----- | ----- | ----- | ----- | ----- | ----- |
| 205    | 199    | 244    | 1.720 | 2.512 | 4.660 | 4.354 | 3.708 | 3.855 | 4.002 |

| 1920  | 1930  | 1940  | 1950  | 1960  | 1970  | 1981  | 1990  | 1992  | 1994  |
| ----- | ----- | ----- | ----- | ----- | ----- | ----- | ----- | ----- | ----- |
| 4.139 | 4.820 | 6.474 | 6.591 | 7.885 | 7.006 | 6.561 | 6.647 | 6.387 | 6.387 |

| 1996  | 1998  | 2000  | 2002  | 2004  | 2006  | 2008  | 2010  | 2012  | 2014  |
| ----- | ----- | ----- | ----- | ----- | ----- | ----- | ----- | ----- | ----- |
| 5.882 | 5.720 | 5.567 | 5.399 | 5.272 | 5.226 | 5.182 | 5.116 | 5.002 | 4.921 |

| 2016  | 2018  | 2020  | 2022  | 2024  | 2026 | 2028 | 2030 | 2032 | 2034 |
| ----- | ----- | ----- | ----- | ----- | ---- | ---- | ---- | ---- | ---- |
| 4.775 | 4.652 | 4.639 | 4.575 | 4.574 | -    | -    | -    | -    | -    |

## Patrimoni cultural i històric

### Llocs d'interès

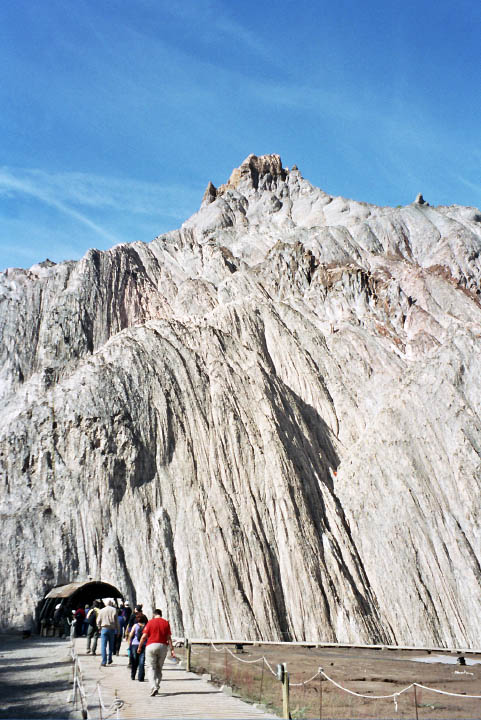
Muntanya de Sal

- El Conjunt medieval del castell de Cardona, que inclou la col·legiata romànica de Sant Vicenç de Cardona construïda entre el 1029 i el 1040 i la Torre de la Minyona del segle xi.
- Parc cultural de la Muntanya de sal, formació geològica que ja era explotada en temps dels romans. Després del tancament de la mina, les instal·lacions han estat arranjades per poder visitar-les turísticament, incloent-hi visites guiades a l'interior de les galeries excavades a la muntanya.[4]
- Centre Cardona Medieval: exposició permanent gràfica i audiovisual de l'inici i evolució de la vila fins a la construcció de les seves muralles.
- El nucli antic de la vila, que conserva el seu encant mil·lenari a llocs com la Plaça del Mercat amb l'església gòtica de Sant Miquel (1397), o la plaça de Santa Eulàlia amb la capella de Santa Eulàlia (1348), el Passatge de l'antic hospital i la Porxada d'en Soler.
- El Portal de Graells, l'únic portal d'accés que encara resta dempeus dels quatre construïts (portal de Graells, portal de Barcelona, portal de Sant Miquel i portal de Fluges).[5]
- L'inacabat Pont del Diable (segle xiv), a la rodalia de la vila.
- El Museu de la Sal Josep Arnau. Col·lecció d'obres fetes amb sal per Josep Arnau al llarg de la seva vida.[6] Està situat sota la Porxada d'en Soler, al lloc on havia existit la carnisseria del Crestó i el Forn Jussà.[7]
- La Torre del Botxí, edificació medieval.
- L'escultura eqüestre del Comte Borrell II. Obra commemorativa del mil·lenari de la figura del comte Borrell II de Barcelona i el lliurament de la Carta de Població a la vila, l'any 986. L'autor és Josep Maria Subirachs. L'escultura està feta amb pedra de travertí que procedeix de les pedreres d'Almeria.[8]
- La font commemorativa als defensors del 1714. Situada a la plaça de la Fira, es tracta d'una font monumental que commemora la rendició del castell i de la vila de Cardona, el setembre de 1714, a les tropes de Felip V. Fou costejada per la colònia cardonina de Barcelona. L'escultura està feta amb ciment i és obra de l'escultor Josep Campeny. Restaurada el 1956 i el 1997.

Vegeu també la Llista de monuments de Cardona, llista de monuments inclosos en l'Inventari del Patrimoni Arquitectònic Català. Inclou també els inscrits en el Registre de Béns Culturals d'Interès Nacional (BCIN) amb la classificació de monuments històrics i els Béns Culturals d'Interès Local (BCIL) de caràcter arquitectònic.
També podem trobar diversos llocs de culte per visitar.

### Festes locals
- Caramelles. Diumenge de Pasqua. Cantades per la vila a càrrec de diverses colles de la vila i veïnat.
- Corpus: A partir del dijous de Corpus s'inicien les Festes dels Barris que compten cadascun amb diversos gegants propis. Aquestes festes es clouen amb la Capvuitada de Corpus on participen tots els gegants de la vila.
- Festa Major de La Coromina. Finals d'agost. Actes i festes al nucli de La Coromina.
- Festa Major del castell de Cardona. Al voltant del 31 d'agost. Festa en commemoració de la mort de Sant Ramon al castell.
- Festa Major. El segon cap de setmana de setembre. Amb el Correbou espectacle taurí pel qual es construeix una plaça desmuntable davant de l'Ajuntament, a la que els joves de la vila proven de fer córrer el brau. Dins del Correbou hi ha la Cargolera que és un cistell de vímet on s'introdueix una persona i el brau hi dona topades i el fa rodolar. A més dels braus hi tenen lloc actes diversos (ball de bastons, concerts, audicions, castell de foc…).
- Aplec de Cardona. El 18 de setembre. Actes per commemorar la rendició de l'últim bastió català a la Guerra de Successió Espanyola.
- Nadal: Durant el cicle nadalenc es representen Els Pastorets de Cardona i el dia 5 de gener es fa la Cavalcada de Reis. Ambdues, tradicions centenàries.

### Mercats i fires
- Tots els diumenges al matí hi ha mercat.
- Mercat de la ganga. El primer diumenge de febrer. Els comerços treuen les seves gangues al carrer.

- Fira Medieval / Festa de la sal. El primer cap de setmana de juny. Sopar al carrer, actes diversos i mercat medieval amb artesans.
- Fira de la Llenega. Darrer cap de setmana d'octubre. Exposició boletaire. Degustació de plats cuinats amb bolets per part dels restaurants de la vila.

## Galeria de fotos

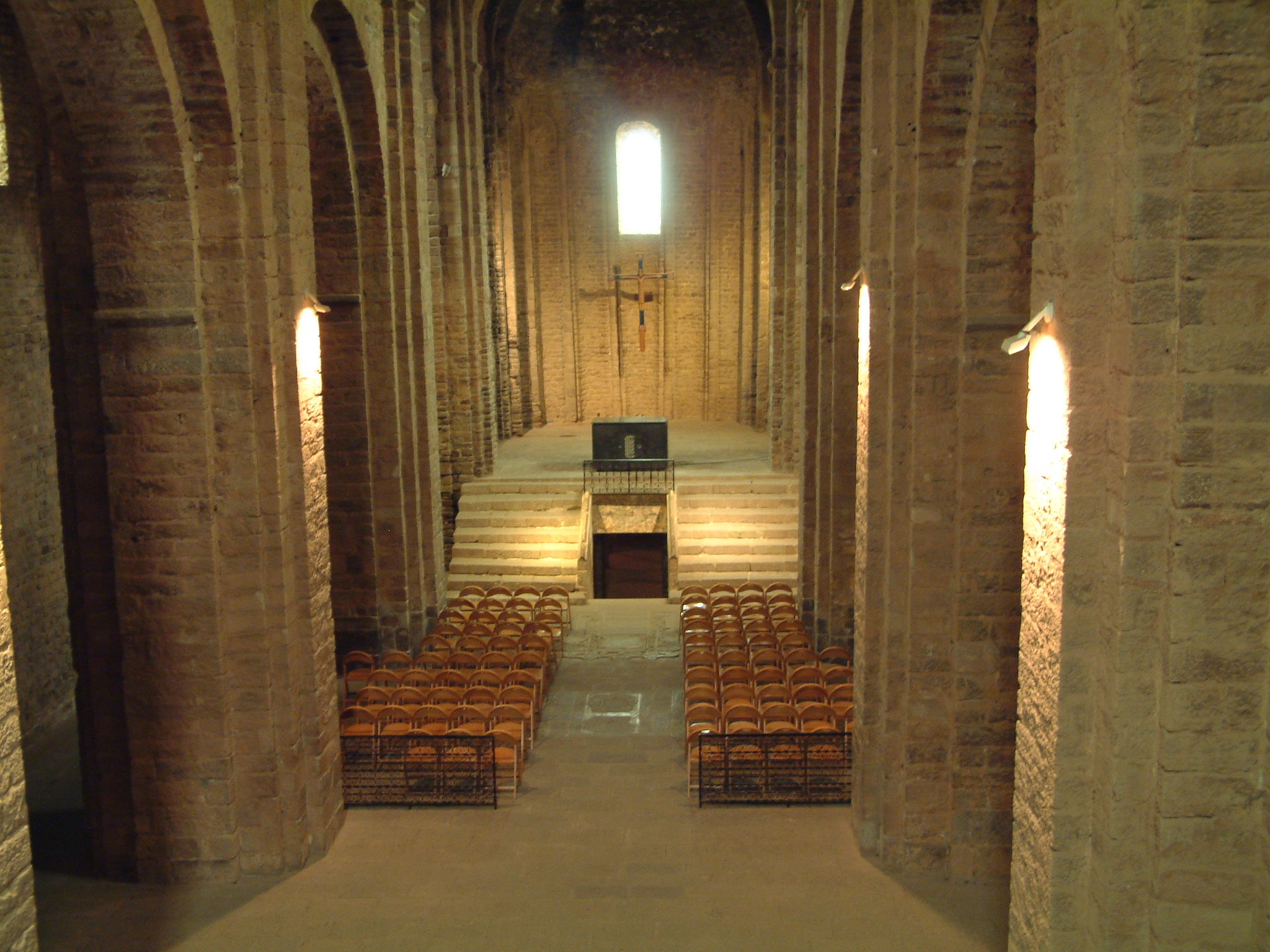
Col·legiata de Sant Vicenç de Cardona.
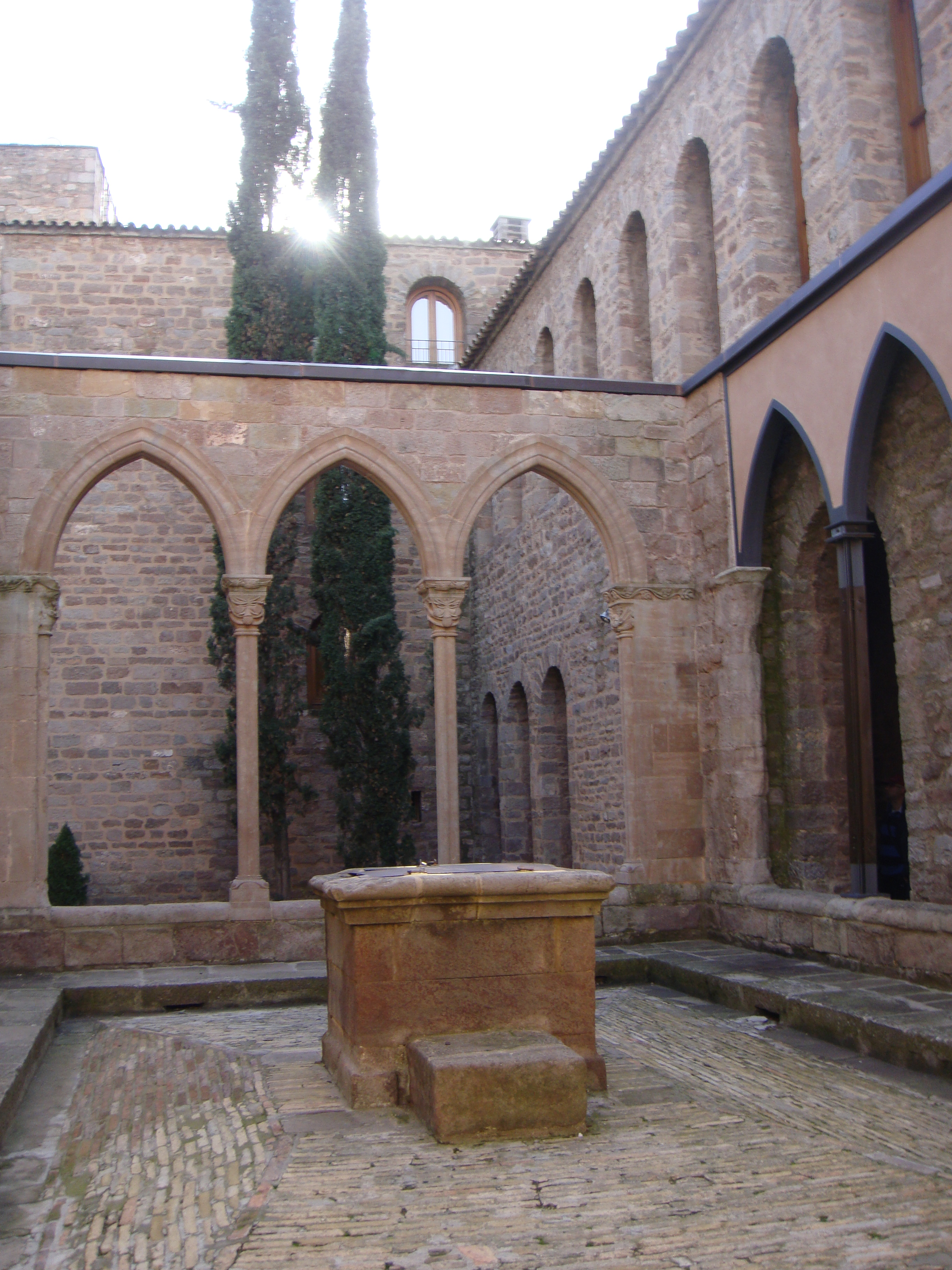
Pati ducal del castell.
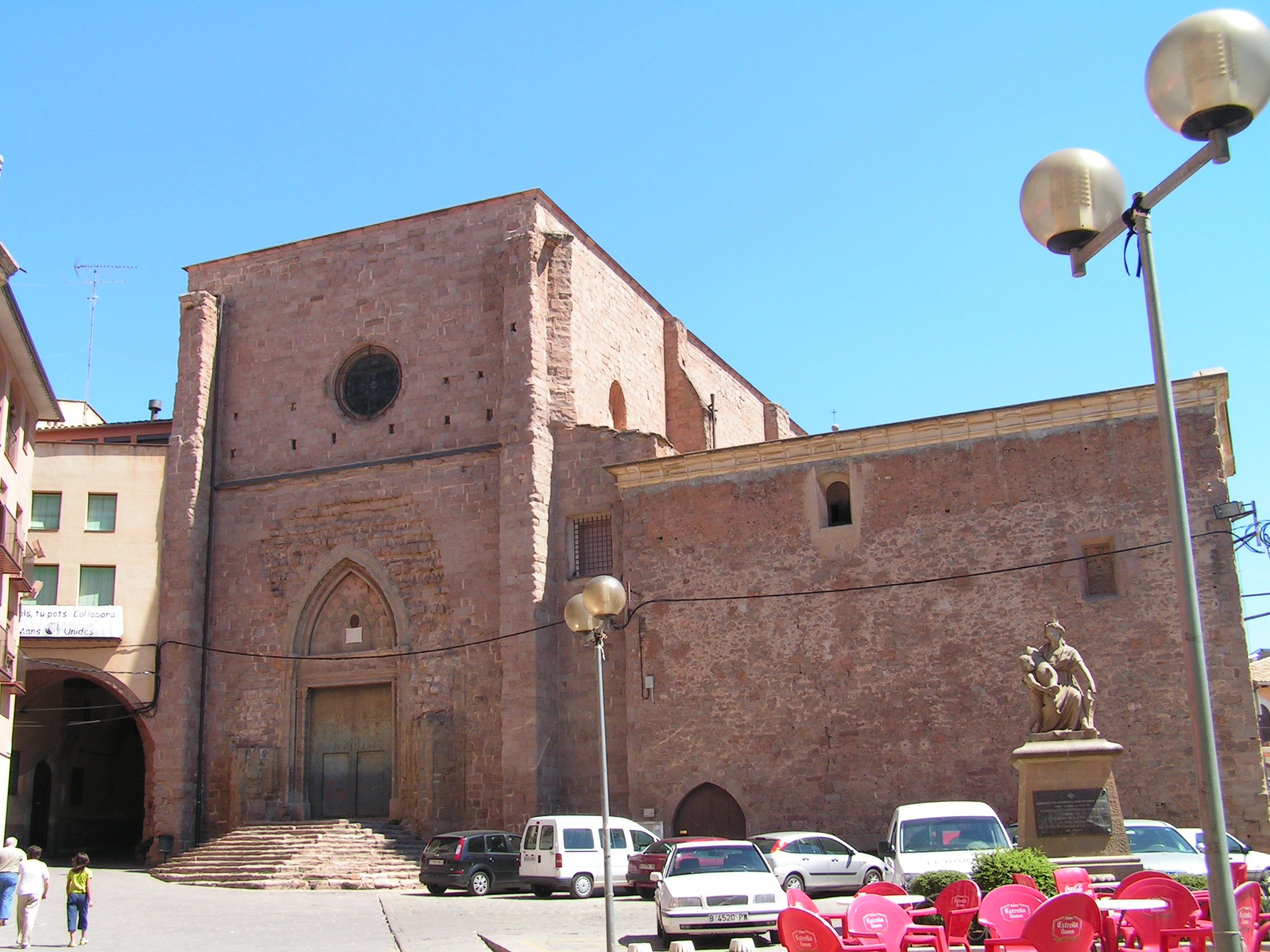
Església de Sant Miquel.
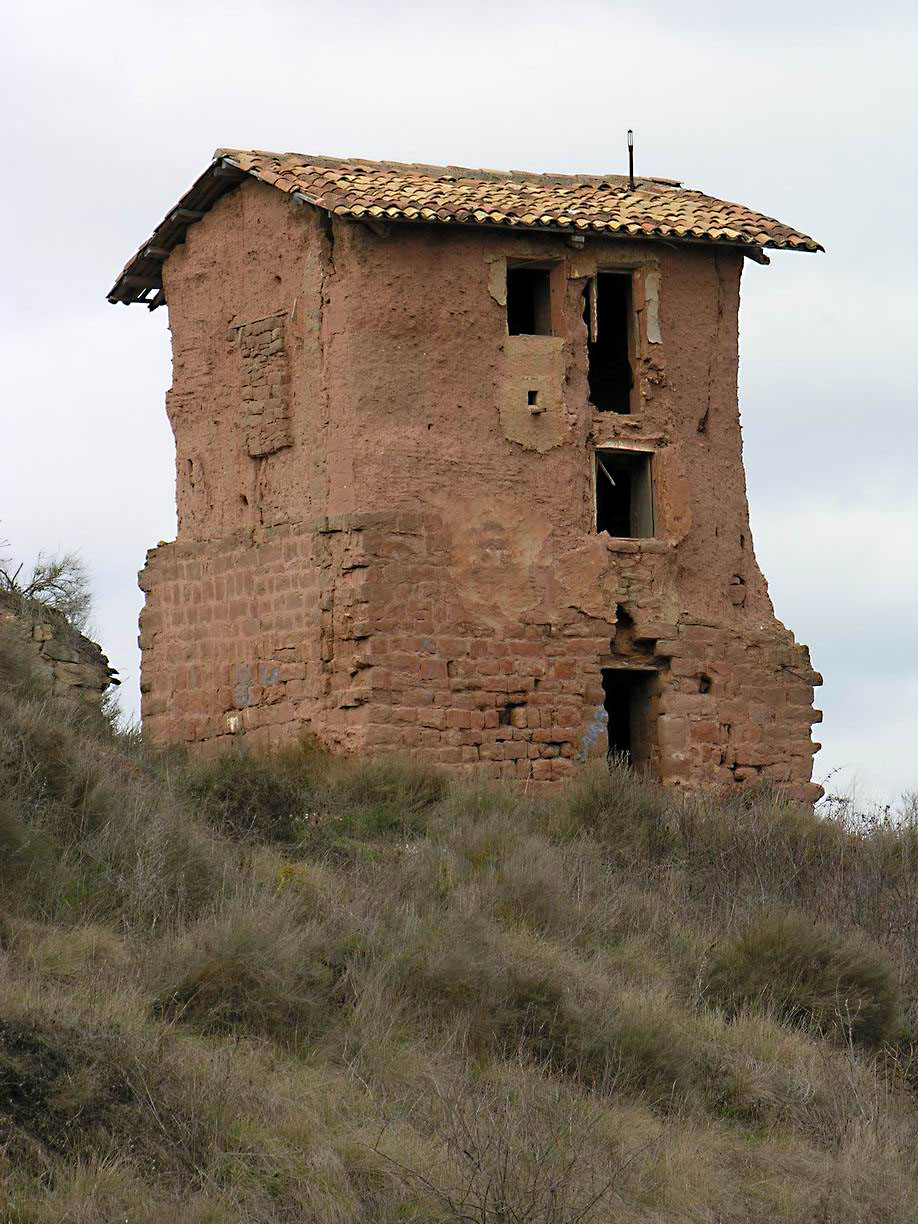
Torre del Botxí abans de ser restaurada.
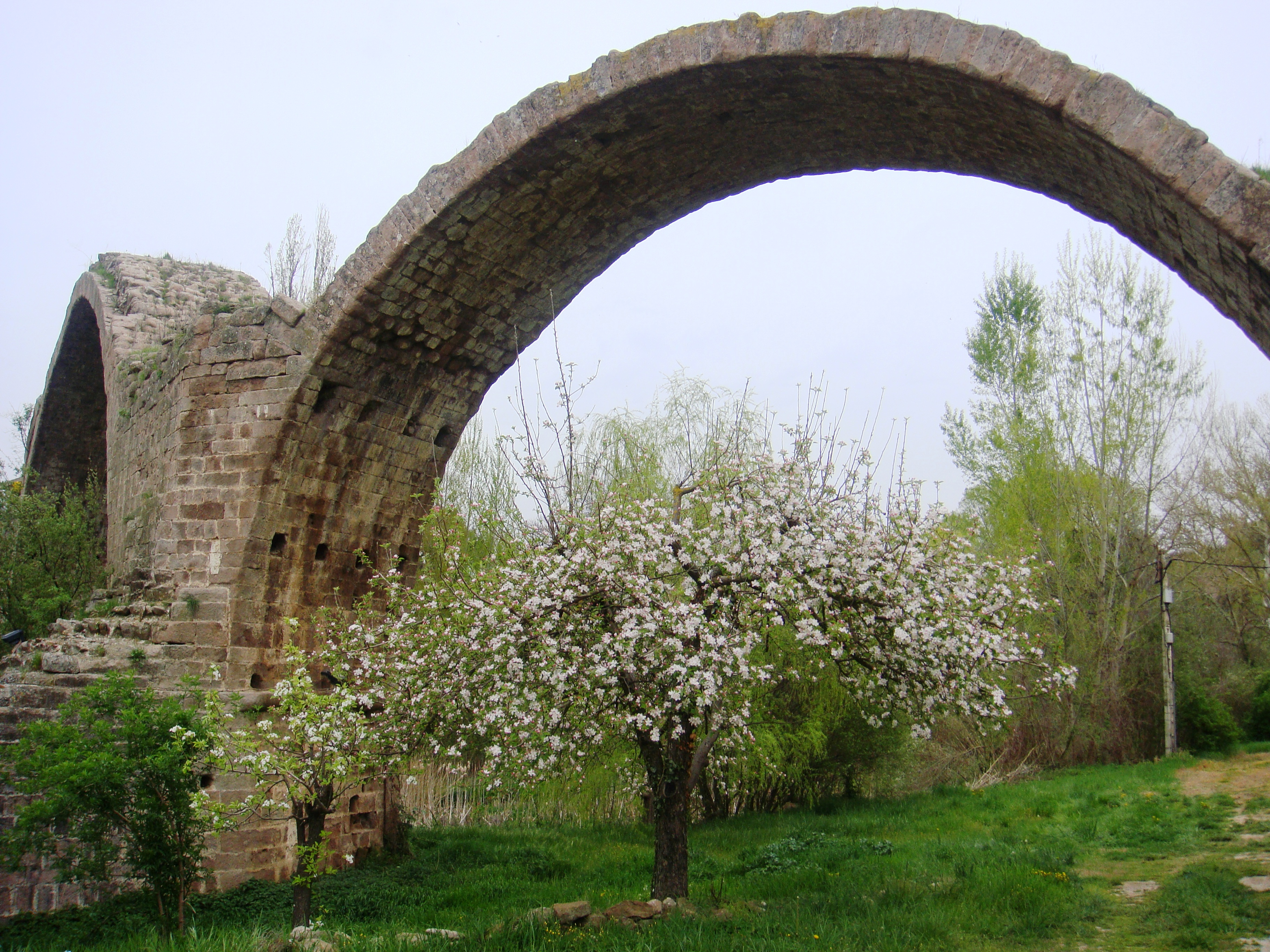
Pont del Diable.
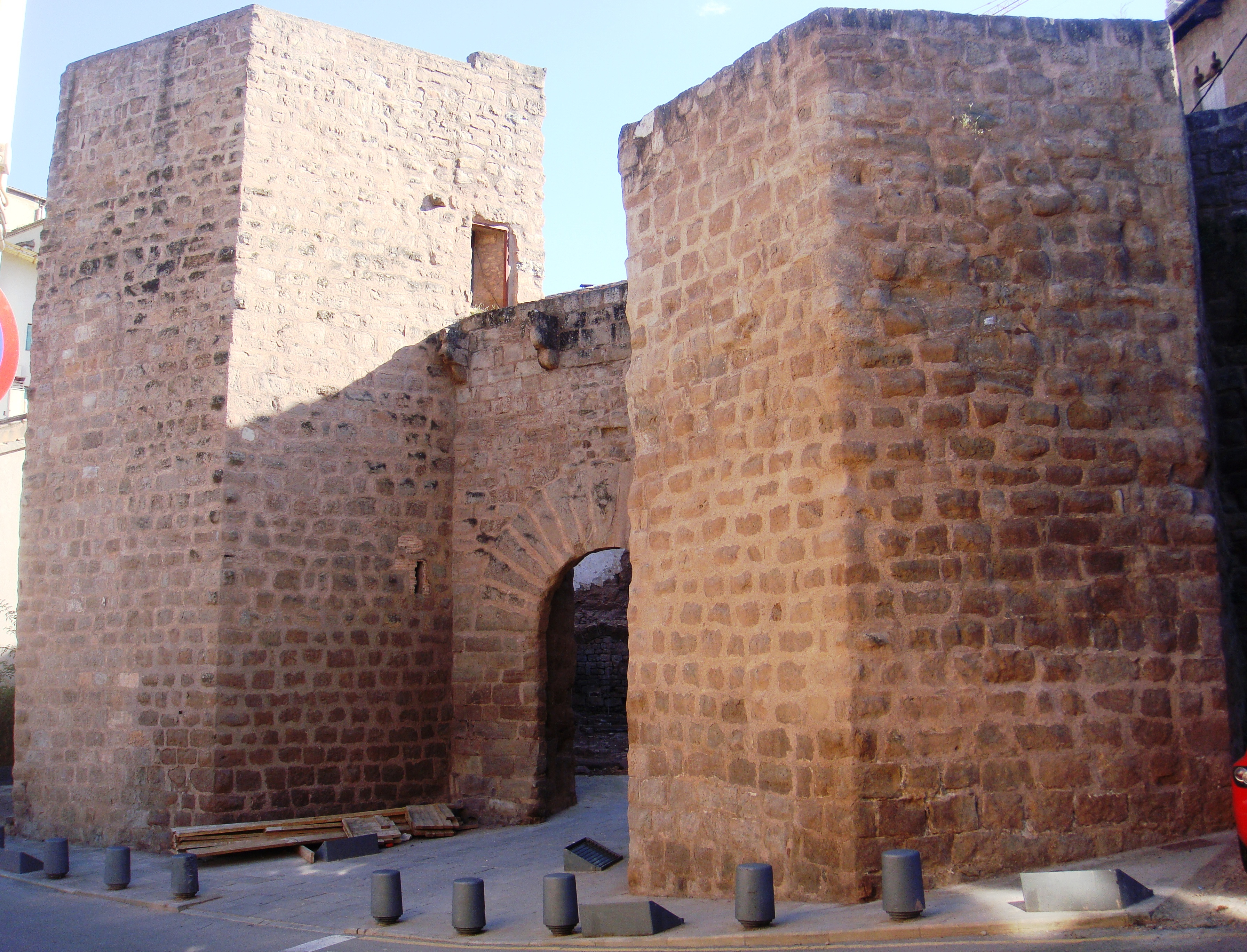
Portal de Graells.
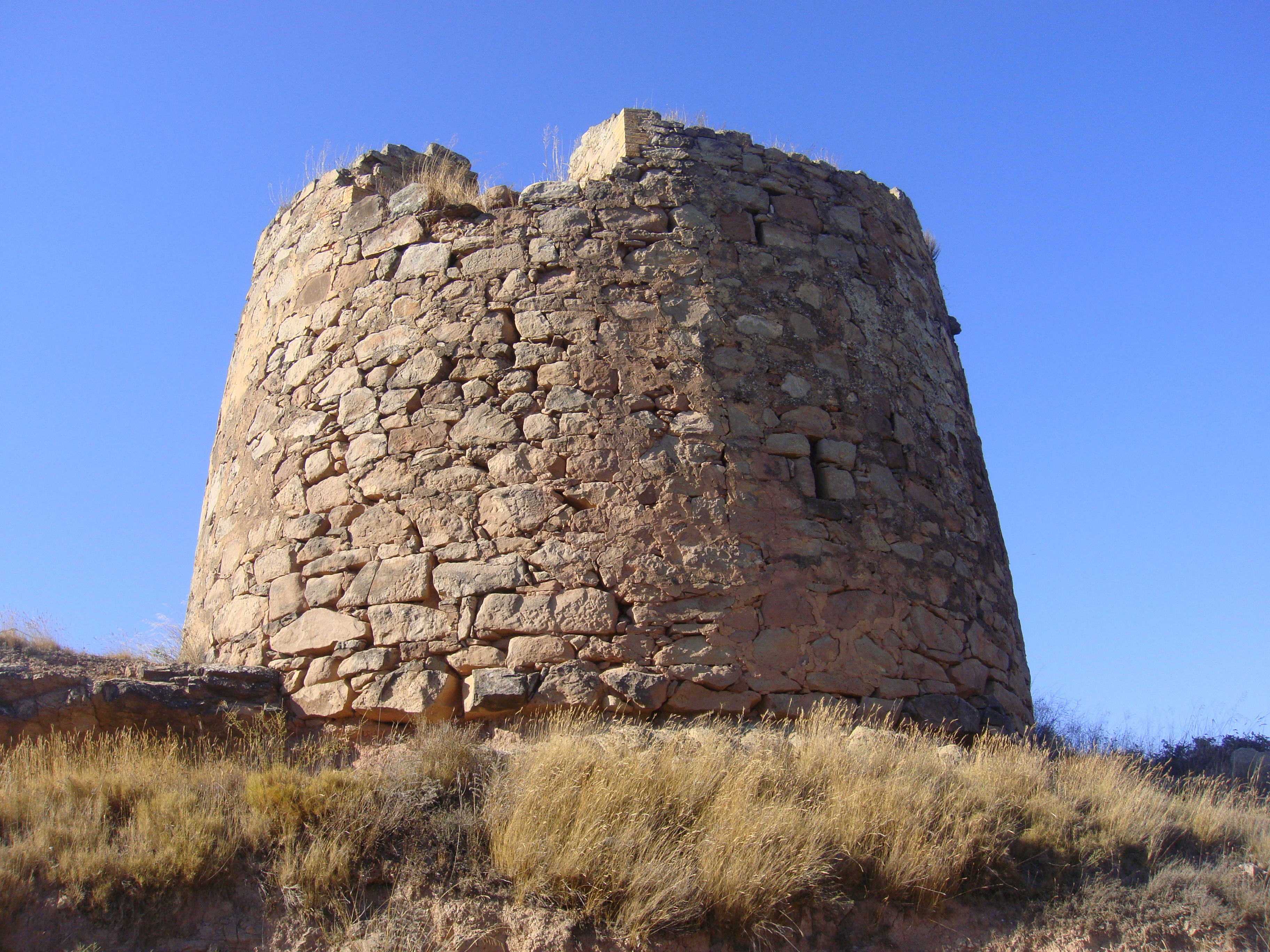
Torre de Meer.
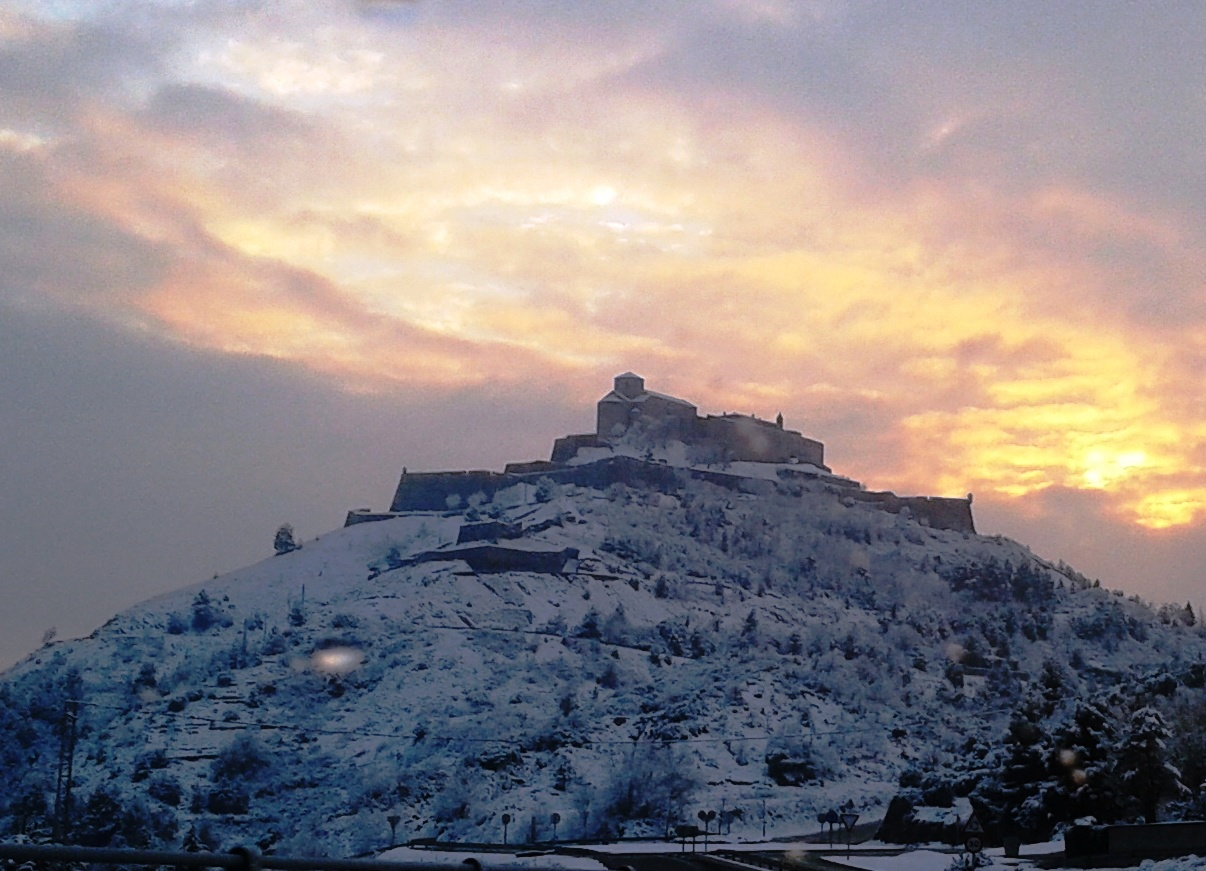
Castell de Cardona.
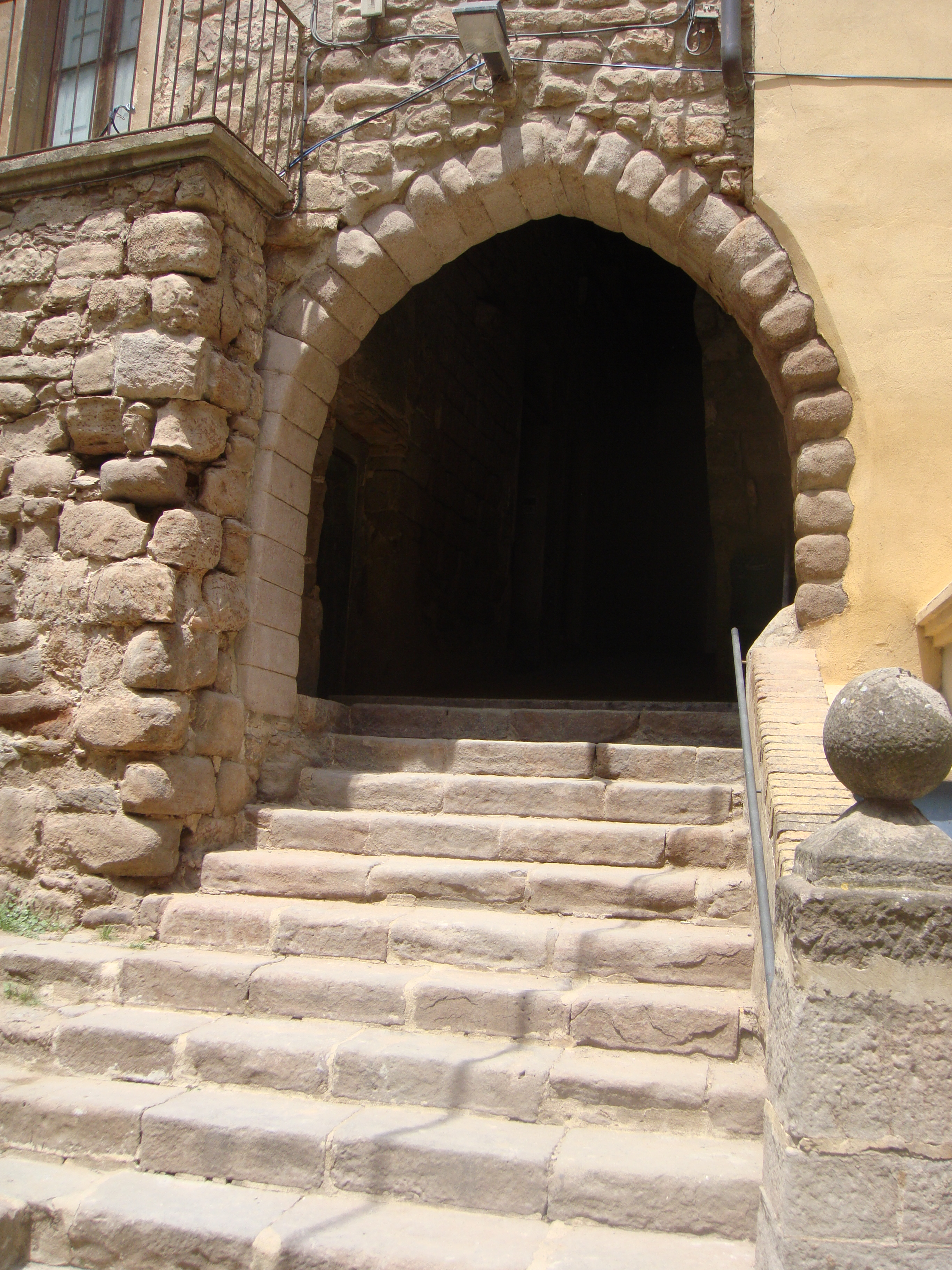
Passatge de l'antic Hospital.
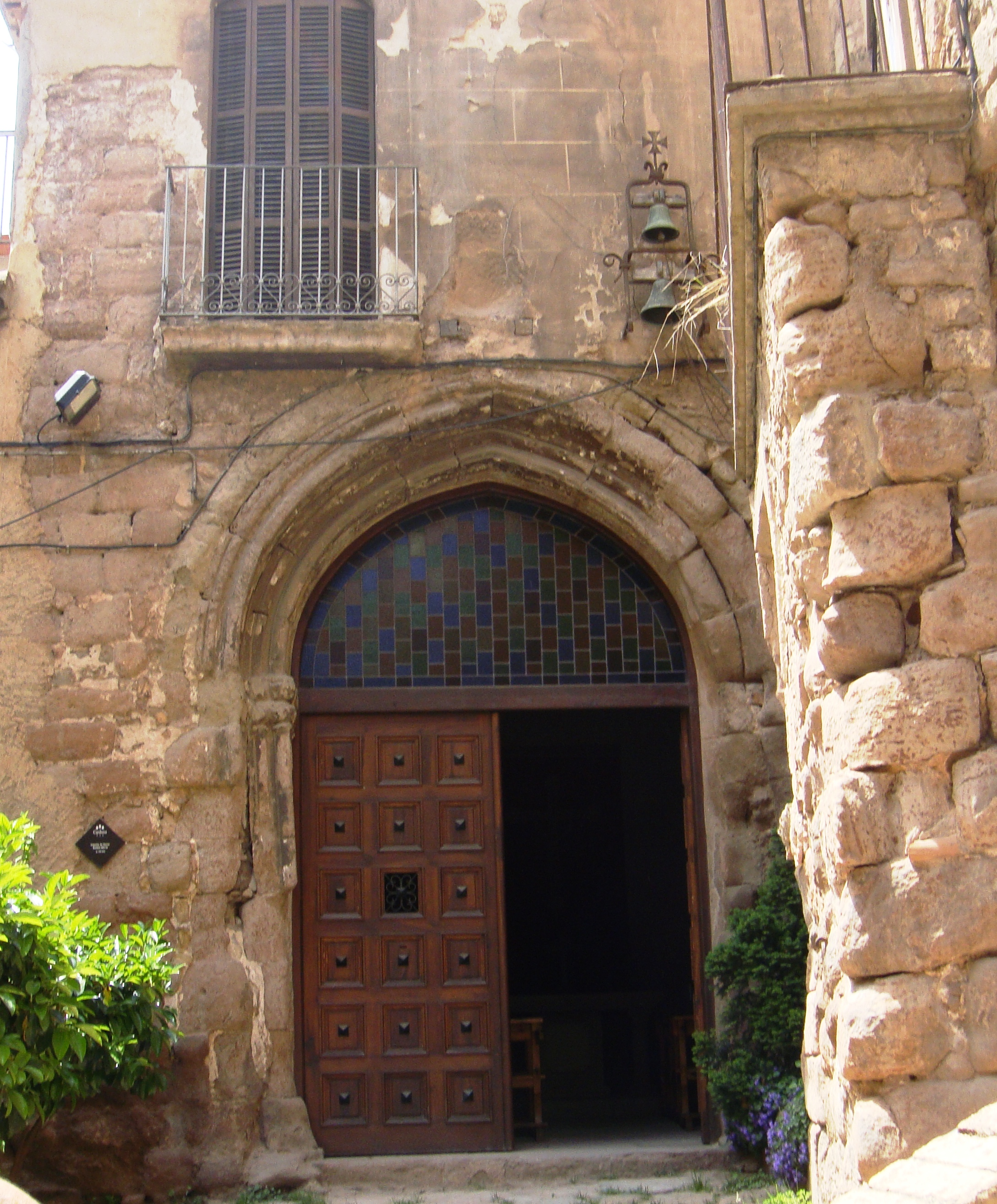
Capella de Santa Eulàlia.
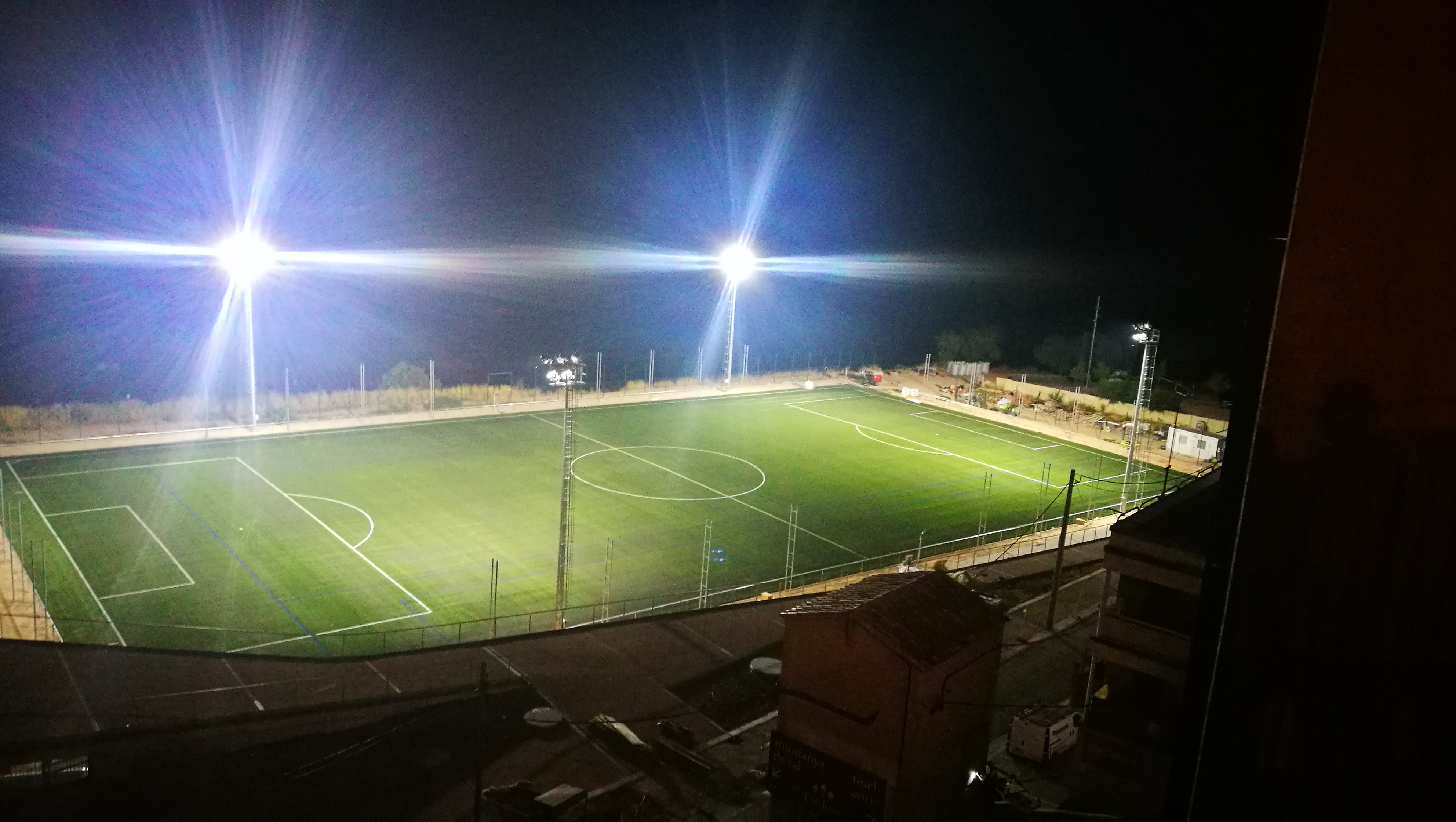
Camp de futbol Vida Activa de nit
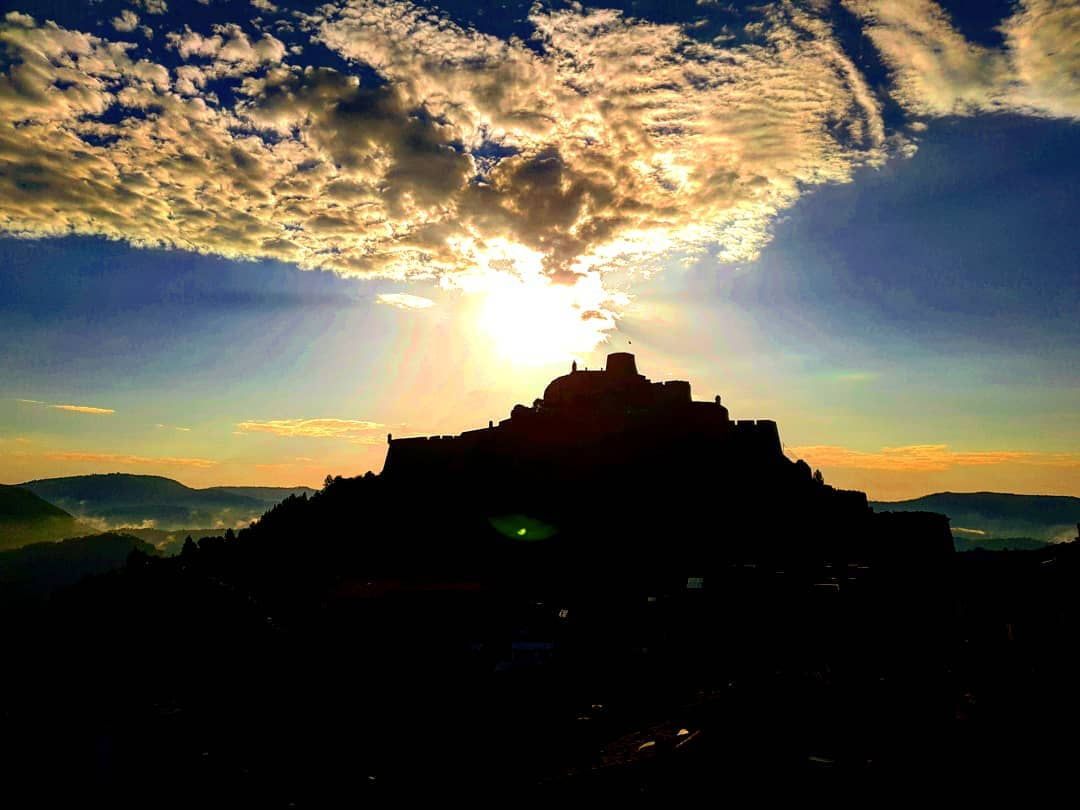
Castell de Cardona a contrallum

## Política

### Alcaldes
| Període      | Nom de l'alcalde/-essa     | Partit polític    | Data de possessió |
| ------------ | -------------------------- | ----------------- | ----------------- |
| 1979 - 1983  | Ramón Homs Guals           | CiU (Independent) | 19/04/1979        |
| 1983 - 1987  | Joan Bastida Navarro       | CiU (Independent) | 28/05/1983        |
| 1987 - 1991  | Gervasi Arnaste Pelegrin   | PSC-PSOE          | 30/06/1987        |
| 1991 - 1995  | Gervasi Arnaste Pelegrin   | PSC-PSOE          | 15/06/1991        |
| 1995 - 1999  | Àngela Gassó i Closa       | PSC-PSOE          | 17/06/1995        |
| 1999 - 2003  | Josep Maria Sala i Esteban | CiU               | 03/07/1999        |
| 2003 - 2007  | Josep Maria Sala i Esteban | CiU               | 14/06/2003        |
| 2007 - 2011  | Josep Maria Sala i Esteban | CiU               | 16/06/2007        |
| 2011 - 2015  | Ferran Estruch i Torrents  | ERC               | 11/06/2011        |
| 2015 - 2019  | Ferran Estruch i Torrents  | ERC               | 13/06/2015        |
| 2019 - 2023  | Ferran Estruch i Torrents  | ERC               | 15/06/2019        |
| Des del 2023 | Ferran Estruch i Torrents  | ERC               | 17/06/2023        |